# Tractat de Traventhal
El Tractat de Traventhal fou un tractat de pau firmat durant la Gran Guerra del Nord, el 10 (C.J.) o 18(C.G.) d'agost de 1700 entre l'Imperi Suec, el Regne de Dinamarca i Noruega i Holstein Gottorp a Traventhal.
Dinamarca va haver de tornar Holstein-Gottorp al seu duc, un aliat de Suècia, i va sortir de l'aliança anti-sueca. Els danesos només van tornar a entrar a la guerra després de la gran derrota de Suècia a la batalla de Poltava, el 1709.

## Antecedents
El 1698 i 1699, Pere el Gran de Rússia, August el Fort de Saxònia i de la Confederació Polònia i Lituània, així com Cristian V i el seu successor, Frederic IV del Regne de Dinamarca i Noruega pacten un atac en tres fronts sobre l'Imperi Suec, durant la minoria de Carles XII de Suècia que havia ascendit al tron el 1697. Holstein-Gottorp, just al sud de Dinamarca, restà unit a Suècia pel matrimoni del duc Frederic IV amb Hedvig Sofia, filla de Carles XI de Suècia, el 1698. Les forces daneses van entrar a Holstein-Gottorp el març de 1700 i assetjaren la fortalesa de Tönning, mentre que August el Fort va anar avançant a través de la Livònia sueca.
Mentrestant, Suècia havia negociat el suport de les potències marítimes, Països Baixos i Regne Unit, en contra de les agressions danesa sobre Holstein-Gottorp. Aquests atacs van violar la convenció d'Altona de 1689, de la qual les potències marítimes eren garants. A més, les potències marítimes s'estaven preparant per a la imminent Guerra de la Successió Espanyola i, per tant, es va oposar a una guerra més al Mar Bàltic. Amb l'ajuda de les armades holandesa i britànica, una flota sueca desembarcà un exèrcit de 10.000 homes a prop de Copenhaguen. Agafats per sorpresa i no varen poder defensar la seva capital, Frederic IV de Dinamarca i Noruega va haver de fer la pau. Tan aviat com la fi de la guerra fou previsible, les potències marítimes van retirar els seus vaixells i varen deixar clar que preferien la pau, a més a més no tenien cap interès en que Suècia annexionés Dinamarca.

## El tractat
A Traventhal, Dinamarca va sortir de la Gran Guerra del Nord obligant-se a si mateixa a no participar en futurs conflictes armats amb Suècia.
En el paràgraf XIII, el rei de Dinamarca i Noruega en el seu propi nom i en el dels seus successors prometé que mai emprendria accions bèl·liques contra Suècia, no aliar-se amb o de cap manera amb els enemics de Suècia, i complir amb tots els tractats anteriors danesos-suecs. El duc de Holstein-Gottorp veié restaurada la seva sobirania i es detallaren les condicions en què les diferents fortificacions i tropes es mantindrien a la zona. Es va acordar, a més que Holstein-Gottorp rebes una compensació de Dinamarca per fer front als costos de la guerra, i que es concretà amb el pagament posterior de 260.000 Reichstaler.
L'article XIV, esmenta França, el Sacre Imperi Romanogermànic, els ducs del Sacre Imperi Romanogermànic, i els garants de la convenció d'Altona com a garants del tractat. Les garanties de les Províncies Unides i el Regne Unit del tractat foren reconfirmades en un conveni signat per les parts esmentades després de la successió de l'Reina Anna de la Gran Bretanya, el 1702.

## Conseqüències
En el moment del Tractat de Traventhal, la campanya d'August el Fort a la Livònia sueca no havia produït resultats satisfactoris. Encara que Dünamünde va ser capturada i rebatejada com Augustusburg, fallaren en el seu intent de prendre Riga i en aconseguir el suport de la noblesa local. D'altra banda, les forces de Rússia encara no havien entrat a la Gran Guerra del Nord, ja que estaven compromesos en la Guerra Turc-russa fins que la Pau de Constantinoble els deixà mans lliures a l'estiu. Per tant, la reacció d'August a Traventhal fou entrar en negociacions amb França i Brandenburg-Prússia i els demanem que facin de mitjancers en una treva amb Suècia. Carles XII de Suècia, però, va rebutjar l'oferta, negant-se a entrar en negociacions, sempre que les forces saxones fossin a Livònia. Pere el Gran va prendre una actitud més indiferent respecta el tractat, i va marxar amb les seves tropes cap a l'Íngria sueca, tal com es va acordar en el Tractat de Preobrazhenskoye.
Tan aviat com Dinamarca estava fora de la guerra, Carles XII ràpidament va embarcar les seves tropes i es va dirigir des de Dinamarca als seus dominis al Bàltic. Les forces russes van entrar a Íngria i posaren setge a Narva a l'octubre, mentre que August el Fort va instal·lar els quarters d'hivern a Livònia. El 30 de novembre, l'exèrcit de Carles XII alliberà Narva, abans de dirigir-se al sud d'escombrar les forces d'August el Fort de Livònia, perseguir-lo i derrotar-lo decisivament a Kliszow i Fraustadt durant els anys següents, obligant a August a abandonar la guerra en el Tractat d'Altranstädt el 1706. La situació va canviar només el 1709, quan Pere el Gran, el darrer adversari de Carles XII, va ser capaç d'aixafar l'exèrcit suec a Poltava i forçà l'exili del rei suec a Bender a l'Imperi Otomà. Dinamarca i Saxònia incompliren els acords de Traventhal i Altranstädt i tornaren un altre cop a la guerra.
Frederic IV de Dinamarca va emprar el període de pau per reformar l'exèrcit danès. En lloc de confiar en mercenaris, l'exèrcit es formà a partir d'aquell moment, reclutant camperols entre els propietaris de terres daneses. El grup de mercenaris es va mantenir i va lluitar al costat de les potències marítimes en la Guerra de Successió Espanyola en contra del roi soleil, Lluís XIV de França. Frederic també implementà reformes en l'administració, com ara l'abolició de la servitud. Quan va tornar a entrar a la Gran Guerra del Nord, els mercenaris continuaren lluitant contra França, però retornaren per participar en la guerra el 1713.